# Большая Мушка
Большая Мушка (мар. Кугу Мушко) — деревня в Сернурском районе Республики Марий Эл. Входит в состав Верхнекугенерского сельского поселения.

## География
Находится в северо-восточной части республики Марий Эл на расстоянии приблизительно 3 км на юг от районного центра посёлка Сернур.

## История
Известна с начала XIX века, когда здесь насчитывалось 31 хозяйство, 182 человека, в 1885 году — 54 двора, 286 жителей. 1876 году в деревне осталось 36 дворов и 215 человек. В 1925 году здесь в 59 хозяйствах проживали 310 человек. К 2003 году на территории деревни сохранились 2 животноводческие фермы, работали магазин. В 2005 году насчитывалось 79 дворов. В советское время работал колхоз «Чевер ужара».

## Население
Население составляло 260 человек (мари 97 %) в 2002 году, 290 в 2010.

## Известные уроженцы
Шабердин Филипп Павлович (1914—1979) — марийский советский скульптор, мастер декоративно-прикладного искусства, член Союза художников СССР. Бутафор, заведующий бутафорским цехом Марийского театра драмы имени М. Шкетана (1945—1959). Заслуженный деятель искусств Марийской АССР (1952). Участник Великой Отечественной войны. Член ВКП(б) с 1939 года.